# Telenav
Telenav ist ein US-amerikanisches Technologieunternehmen, das auf dem Gebiet der mobilen Navigation tätig ist. Das Unternehmen mit Hauptsitz in Santa Clara im Silicon Valley besitzt Büros in Detroit, Los Angeles, New York City, São Paulo, Shanghai, Xi’an, Tokyo, Berlin und Cluj-Napoca. Bekannte Kunden des Unternehmens sind Ford, GM, Toyota und AT&T.

## Geschichte
Telenav wurde 1999, zunächst unter dem Namen „Televigation“, von Y.C. Chao, Sal Dhanani, HP Jin und Bob Rennard gegründet. Die Terroranschläge am 11. September 2001 (9/11) führte zu einer erheblichen finanziellen Klippe für das Unternehmen. 2006 wurde die Profitschwelle überschritten.
2009 startete die Firma das Projekt OpenStreetCam, damals unter dem Namen OpenStreetView.
2010 ging Telenav an die Börse NASDAQ. Im Oktober 2012 wurde bekannt, dass Telenav das Unternehmen ThinkNear, einen Anbieter für ortsabhängige Werbung, für 22,5 Millionen US-Dollar übernommen hat.
2013 wurde Steve Coast, der Gründer von OpenStreetMap engagiert. Er sorgte 2014 für die Übernahme von Skobbler aus Berlin. Coast blieb bis 2016 im Unternehmen. Martijn van Exel, der Entwickler von MapRoulette.org, arbeitet auch bei Telenav.
Im Dezember 2016 stellte Telenav GPS-Daten von INRIX zur Verbesserung von OpenStreetMap frei zur Verfügung.

## Anwendungen
- Scout (früher Skobbler)[13]
- Scout for Apps - HTML5 Online-Navigations-App
- Scout GPS Link
- Scout GPS Navigator

## Finanzdaten
| (in Mio. $) | Umsatz | Gewinn | Umsatzanteil Sprint | Umsatzanteil AT&T | Umsatzanteil Ford |
| ----------- | ------ | ------ | ------------------- | ----------------- | ----------------- |
| 2016        | 183,4  | −35,3  |                     | 9 %               | 71 %              |
| 2015        | 160,2  | −23,0  |                     | 15 %              | 61 %              |
| 2014        | 150,3  | −29,5  | <10 %               | 24 %              | 46 %              |
| 2013        | 191,8  | 13,0   | 16 %                | 28 %              | 36 %              |
| 2012        | 205,5  | 32,4   | 36 %                | 35 %              | 13 %              |
| 2011        | 199,1  | 42,5   | 42 %                | 37 %              |                   |
| 2010        | 161,9  | 41,4   | 55 %                | 34 %              |                   |